# Stortjärnen (Transtrands socken, Dalarna)
Stortjärnen är en sjö i Malung-Sälens kommun i Dalarna och ingår i Dalälvens huvudavrinningsområde.